# فرودگاه شهری ترنتون (نبراسکا)
فرودگاه شهری ترنتون (نبراسکا) (به انگلیسی: Trenton Municipal Airport (Nebraska)) یک فرودگاه همگانی باربری است که یک باند فرود چمن دارد و طول باند آن ۶۸۹ متر است. این فرودگاه در کشور ایالات متحده آمریکا قرار دارد و در ارتفاع ۸۵۲ متری از سطح دریا واقع شده است.